# Samtgemeinde Lüchow
Die Samtgemeinde Lüchow war ein Kommunalverband im südlichen Teil des Landkreises Lüchow-Dannenberg in Niedersachsen. Am 1. November 2006 wurde sie mit der Samtgemeinde Clenze zur Samtgemeinde Lüchow (Wendland) zusammengeschlossen.

## Geografie

### Geografische Lage
Die Samtgemeinde Lüchow lag im Süden des Landkreis Lüchow-Dannenberg inmitten des Dreiecks Hamburg, Hannover und Berlin.

### Ausdehnung des Samtgemeindegebiets
Die Fläche betrug insgesamt 338,8 km² und war somit die größte im Landkreis Lüchow-Dannenberg.

### Samtgemeindegliederung
Die Samtgemeinde bestand aus 7 Gemeinden:
1. Gemeinde Küsten
2. Gemeinde Lemgow
3. Gemeinde Lübbow
4. Lüchow (Wendland), Stadt
5. Gemeinde Trebel
6. Gemeinde Woltersdorf
7. Wustrow (Wendland), Stadt

## Geschichte
Per Gesetz wurden 1972 die jetzigen Städte und Gemeinden gebildet. Kurz darauf mussten Interimsräte dieser Städte und Gemeinden ihre Zustimmung zum Entwurf der Hauptsatzung der Samtgemeinde geben, sonst wäre eine (Einheits-)Gemeinde Lüchow entstanden. Am 1. November 2006 wurde die Samtgemeinde im Rahmen des Gesetzes zur Stärkung der kommunalen Selbstverwaltung im Landkreis Lüchow-Dannenberg mit der Samtgemeinde Clenze zur neuen Samtgemeinde Lüchow (Wendland) zusammengeschlossen.

### Entwicklung der Einwohnerzahl
| Jahr ¹ | Einwohner |
| ------ | --------- |
| 1972 ² | 18.122    |
| 1975   | 17.510    |
| 1980   | 17.117    |
| 1985   | 17.212    |
| 1990   | 18.123    |
| 1995   | 18.685    |
| 2000   | 18.851    |
| 2004   | 18.660    |
| 2014   | 24365     |

¹ Stichtag 31. Dezember

² Jahr der Gebietsreform

Quelle: Niedersächsisches Landesamt für Statistik

## Politik

### Samtgemeinderat
Der Samtgemeinderat hatte einschließlich Samtgemeindebürgermeister 33 Mitglieder.